# Chamadihalli, Channarayapatna
Chamadihalli là một làng thuộc tehsil Channarayapatna, huyện Hassan, bang Karnataka, Ấn Độ.